# Parco nazionale Cahuita
Il parco nazionale Cahuita (in spagnolo "Parque Nacional Cahuita") è un parco nazionale della Costa Rica situato sulla costa caraibica nella Provincia di Limón.

## Geografia
Il parco copre un'area di oltre 24 392 ettari dei quali 23 290 sono superficie marina.

## Storia
Il parco è stato istituito nel 1970 come monumento naturale e nel 1978 è diventato parco nazionale.

## Flora e fauna
Il parco è stato istituito con lo scopo primario di tutelare la barriera corallina antistante alla costa che è la più lunga e meglio conservata del paese.
Tra le specie di mammiferi presenti nell'area vi sono alcuni primati come il cebo cappuccino (Cebus capucinus), l'aluatta dal mantello  (Alouatta palliata) e altre specie come il bradipo variegato (Bradypus variegatus), il nasua comune (Nasua narica).
L'avifauna comprende l'ibis verde (Mesembrinibis cayennensis), il tucano carenato (Ramphastos sulfuratus) la poiana nera (Buteogallus anthracinus).